# Schönfeld an der Wild
Schönfeld ist eine Ortschaft und eine Katastralgemeinde der Marktgemeinde Göpfritz an der Wild im Bezirk Zwettl in Niederösterreich. Die Ortschaft hat 126 Einwohner (Stand 1. Jänner 2024). Bis Ende 1970 war Schönfeld eine eigenständige Gemeinde.

## Geschichte
Bis 1848 unterstand Schönfeld der Herrschaft Großsiegharts. Laut Adressbuch von Österreich waren im Jahr 1938 in der Ortsgemeinde Schönfeld zwei Gastwirte, ein Gemischtwarenhändler, ein Korbflechter, ein Schmied, zwei Stechviehhändler, ein Tischler und einige Landwirte ansässig.
Mit 1. Jänner 1971 wurden im Zuge der Niederösterreichischen Kommunalstrukturverbesserung die bis dahin selbständigen Gemeinden Breitenfeld, Kirchberg an der Wild, Merkenbrechts, Scheideldorf, Schönfeld und Weinpolz nach Göpfritz an der Wild eingemeindet.

## Siedlungsentwicklung
Zum Jahreswechsel 1979/1980 befanden sich in der Katastralgemeinde Schönfeld insgesamt 74 Bauflächen mit 38.983 m² und 98 Gärten auf 38.304 m², 1989/1990 gab es 74 Bauflächen. 1999/2000 war die Zahl der Bauflächen auf 249 angewachsen und 2009/2010 bestanden 96 Gebäude auf 251 Bauflächen.

## Bodennutzung
Die Katastralgemeinde ist landwirtschaftlich geprägt. 427 Hektar wurden zum Jahreswechsel 1979/1980 landwirtschaftlich genutzt und 242 Hektar waren forstwirtschaftlich geführte Waldflächen. 1999/2000 wurde auf 416 Hektar Landwirtschaft betrieben und 252 Hektar waren als forstwirtschaftlich genutzte Flächen ausgewiesen. Ende 2018 waren 408 Hektar als landwirtschaftliche Flächen genutzt und Forstwirtschaft wurde auf 253 Hektar betrieben. Die durchschnittliche Bodenklimazahl von Schönfeld beträgt 31,1 (Stand 2010).